# Blanca López
Blanca Ytati López Castro (Guayaquil, 6 de marzo del 2000), es política ecuatoriana, y está cursando la carrera de Derecho. Ejerció el cargo de vicealcaldesa de Guayaquil desde el 15 de mayo de 2023 hasta el 15 de mayo de 2025, convirtiéndose en la persona más joven en ocupar dicha función en la historia de la ciudad.
A lo largo de su trayectoria, ha militado en el Movimiento Revolución Ciudadana, antes conocido como Alianza PAIS, organización de izquierda progresista liderada por el expresidente Rafael Vicente Correa Delgado. Su desempeño la condujo a participar como asambleísta alterna por la provincia del Guayas en el año 2022 por la coalición Unión por la Esperanza (UNES 1-5). En el 2023, participó como candidata en las elecciones seccionales 2023 en el distrito 1 de Guayaquil por su agrupación política, obteniendo la victoria y asumiendo el cargo de concejal. Desempeñó el cargo hasta 2025, año en que la concejal Tatiana Coronel resultó electa para sucederla.

## Biografía
Nació el 6 de marzo del 2000, en la ciudad ecuatoriana de Guayaquil. Sus padres son Joffre López y Marta Castro Fajardo. En 2002, López migró a España junto a su familia, viviendo en diferentes localidades de la provincia de Barcelona.
Durante su infancia en España, sus estudios empezaron en el Gras i Soler (Esplugas de Llobregat) a partir de los tres años hasta los cinco años. Posteriormente, continuó su formación primaria en la Escola Joan Maragall (El Prat de Llobregat, Barcelona), desde los seis hasta los doce años de edad. Finalmente, cursó medio año de educación secundaria en el IES Salvador Dalí (El Prat de Llobregat).
En 2013, retornó a su país natal (Ecuador), retomando su educación secundaria en la Unidad Educativa Bilingüe Nueva Semilla, donde se graduó de Bachiller en Ciencias. 
En 2023, se encontraba cursando la carrera de Derecho en la Universidad Técnica Particular de Loja.

## Carrera política

### Inicios en la política
Desde los catorce años se involucró activamente en la política, militando en el Movimiento Revolución Ciudadana, Lista 5, previamente conocido como Movimiento Alianza PAÍS, Lista 35. Desde entonces ha ejercido cargos en las agrupaciones juveniles del movimiento a nivel local, provincial y nacional.
Durante 2018 y 2019, ocupó posiciones a nivel local y provincial en los espacios juveniles del movimiento, siendo designada coordinadora de jóvenes del Distrito 4 en Guayas.
Durante el gobierno de Lenin Moreno, el Fondo Monetario Internacional impuso medidas de shock económico en el Ecuador, que provocaron fuertes manifestaciones y el inicio de una ola migratoria de ciudadanos, fue entonces, cuando López viaja a España por un año, y es recibida por la comunidad migrante de la Revolución Ciudadana en Barcelona.

### Asambleísta alterna por la provincia del Guayas
En agosto de 2020, se realizaron procesos de elecciones internas, siendo electa como Asambleísta alterna por la provincia del Guayas por la alianza Unión por la Esperanza ‘UNES’ (listas 1-5) y posteriormente obtuvo un escaño por el distrito 1 de Guayas en la Asamblea Nacional.
Durante el año 2021, en la Asamblea Nacional, impulsó algunos proyectos de ley en beneficio de los ecuatorianos, especialmente de los jóvenes, desde el aporte a la Construcción de la Ley Orgánica de Juventudes. 

### Candidatura a concejalía
En agosto de 2022, fue mocionada para integrar la lista de concejales de Guayaquil en las Elecciones Seccionales, CPCCS y Referéndum 2023 por el Movimiento Revolución Ciudadana. En septiembre del mismo año inscribió su candidatura liderando la lista de concejales por el distrito 1 de Guayaquil, junto a Aquiles Álvarez, candidato a la alcaldía de la ciudad.
Tras la campaña electoral, se logró el triunfo de Aquiles Álvarez para ocupar la Alcaldía de Guayaquil, junto a una mayoría consolida en el concejo municipal, poniendo fin a 31 años de hegemonía del Partido Social Cristiano en la ciudad. Blanca López fue electa como concejala del Distrito 1 de Guayaquil, junto a sus compañeros de lista, Arturo Escala y Shirley Aldás.

### Vicealcaldesa de Guayaquil
El 15 de mayo de 2023, en la sesión inaugural del Concejo Municipal de Guayaquil presidida por el alcalde Aquiles Álvarez, Blanca López, de 23 años, asumió el cargo de Vicealcaldesa de Guayaquil.

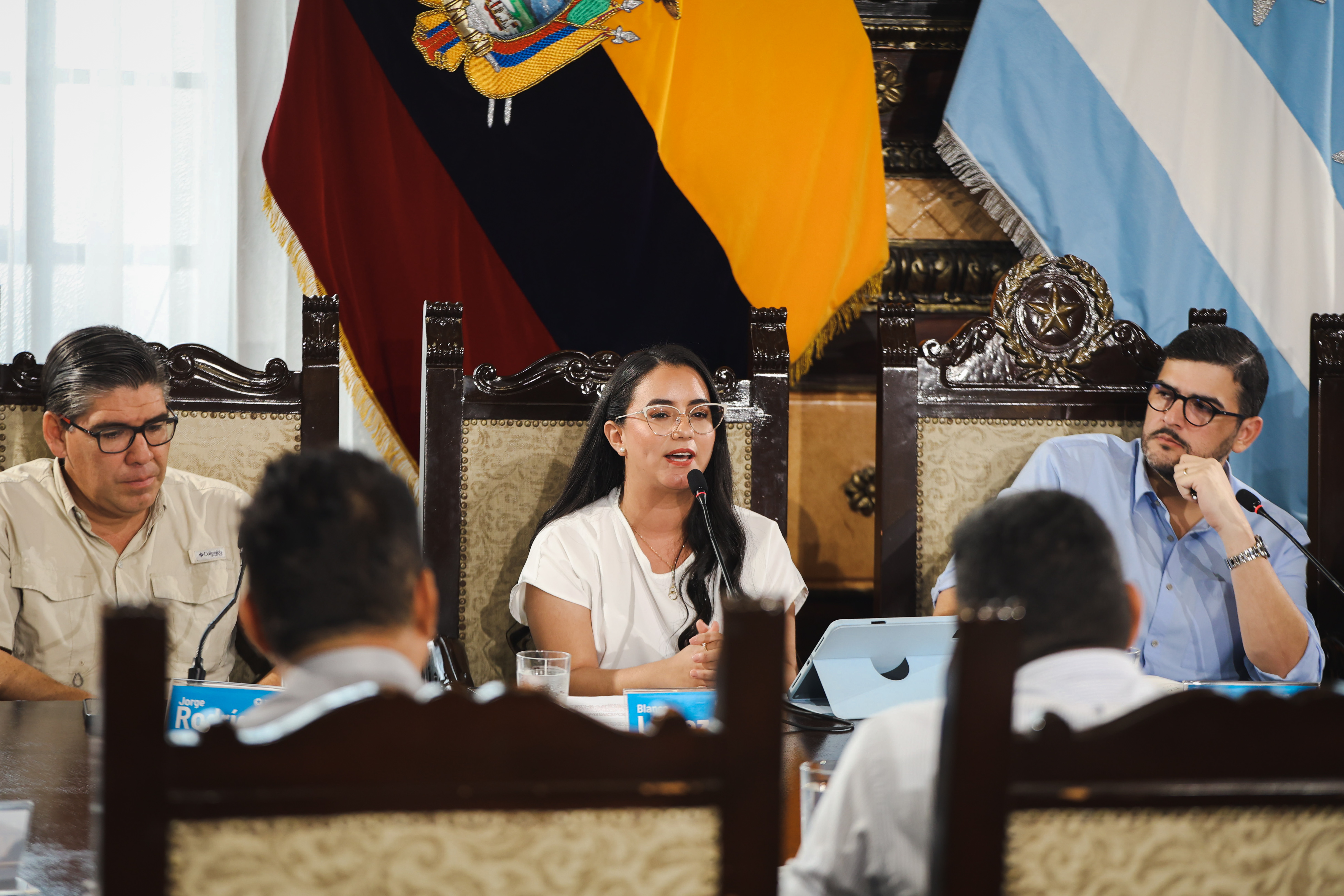
López participando de la sesión ordinaria del Concejo Municipal de Guayaquil.

Blanca López como Vicealcaldesa de Guayaquil lideró proyectos dentro del eje social enfocados a la recuperación del espacio público con fines artístico-culturales, en la promoción del turismo sostenible de Guayaquil y sus parroquias rurales, además, promovió proyectos para el cuidado de la primera infancia; una de las características de su gestión es el eslogan que promueve el Municipio: “¡Guayaquil, vuelve a los guayaquileños!”.
En su rol como Concejal Municipal, ha cumplido con propuestas de campaña, impulsando y respaldando varios proyectos de ordenanzas que responden a las necesidades de los ciudadanos. Entre las ordenanzas se encuentra aquella que reduce o elimina las sanciones por infracciones de tránsito; el plan piloto para la regularización de trabajadores autónomos y comerciantes minoristas; reducción de revisión vehicular a vehículos de uso intensivo o; el nuevo ordenamiento territorial para una mejor focalización de proyectos, programas, planes y servicios municipales. Durante una sesión del M. I. Concejo Municipal de Guayaquil presentó su primer proyecto de ordenanza municipal para el manejo integral de incendios forestales, el cual se aprobó el 24 de enero del 2024.
De igual manera, como oferta de campaña del alcalde Aquiles Álvarez, respaldó la creación de la Empresa Pública Municipal "Segura EP”, misma que ha fortalecido el despliegue del Plan Integral de Seguridad cantonal.